# Diphrontis monticola
Diphrontis monticola är en skalbaggsart som beskrevs av Hermann Julius Kolbe 1892. Diphrontis monticola ingår i släktet Diphrontis och familjen Cetoniidae. Inga underarter finns listade i Catalogue of Life.